# Козарез (Уфа)
Козаре́з — исторический посёлок, ныне — в Ленинском районе города Уфы. По посёлку проходит единственная улица — Козарез.
Дорога и автодорожный мост через старицу реки Белой, между посёлком и деревней Романовкой, затапливаются.

## География
Находится на полуострове (в официальных документах — острове) Козарез, на левом берегу реки Белой. При отметке уровня реки Белой более 950 см посёлок затапливается.

## История
В северной части посёлка ранее находился хутор Дубники.

## Население
Численность около 220 человек.